# Dutch Open (Darts)
| Dutch Open Darts  | Dutch Open Darts                                                                    |
| ----------------- | ----------------------------------------------------------------------------------- |
| Sportart          | Darts                                                                               |
| Veranstaltungsort | De Bonte Wever, Assen, Niederlande                                                  |
| Veranstalter      | Nederlandse Darts Bond (NDB)                                                        |
| Turnierart        | Weltranglistenturnier (WDF)                                                         |
| Rekordsieger      | Martin Adams (4×) (Herreneinzel) Francis Hoenselaar (7×) (Dameneinzel)              |
| Preisgeld (2021)  | 18.400 € (Herreneinzel) 7.600 € (Dameneinzel) 34.460 € (gesamtes Turnierwochenende) |

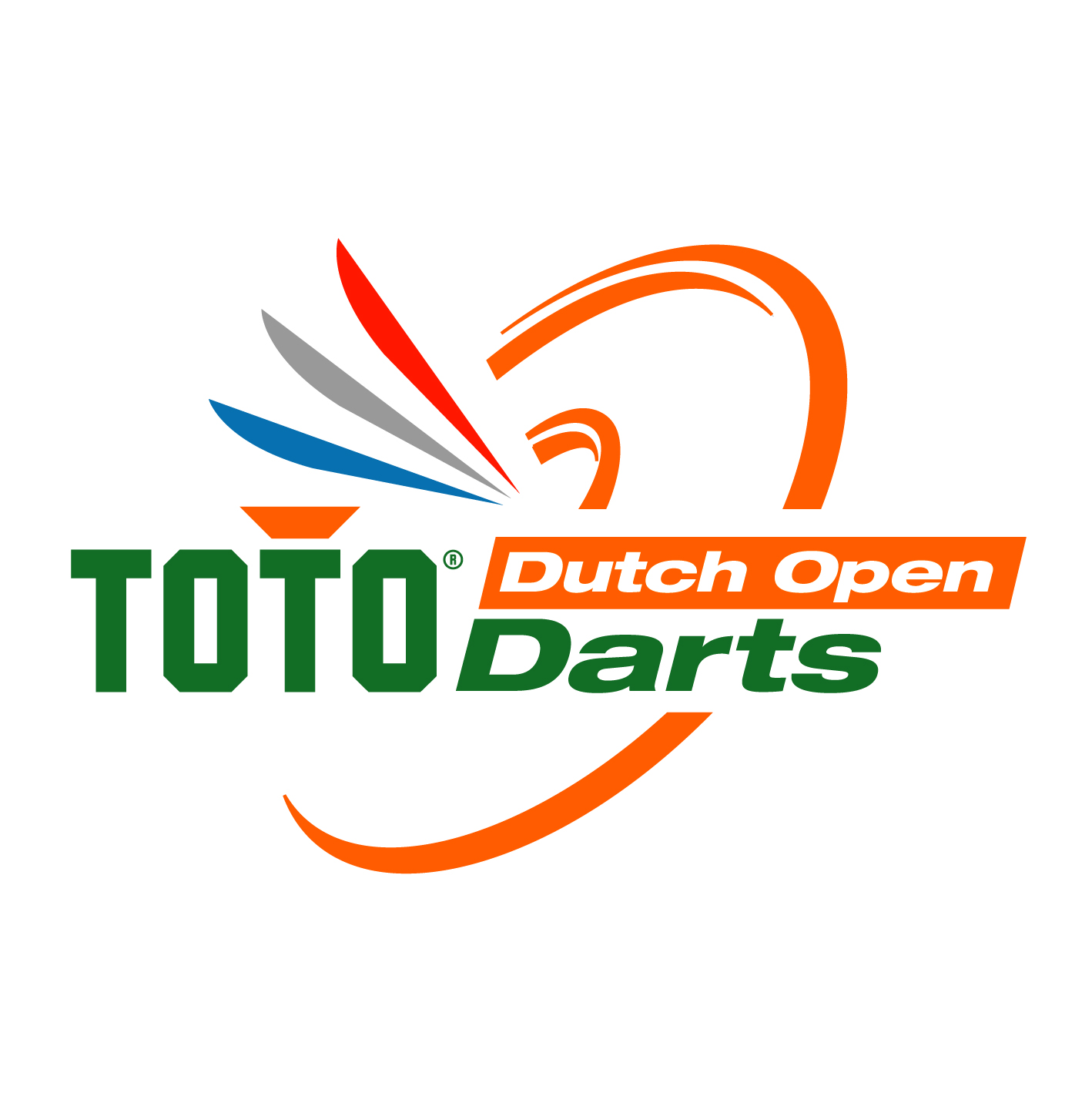
Logo der Dutch Open Darts

Die Dutch Open sind ein Weltranglistenturnier des Weltdartsverbandes WDF und der Teilnehmerzahl nach das größte Dartsturnier der Welt. Ausgerichtet wird es vom Nederlandse Darts Bond (NDB). Die Sieger der für die Weltrangliste relevanten Bewerbe qualifizieren sich automatisch für die WDF World Masters.

## Geschichte
Das erste Mal ausgespielt wurden die Dutch Open im Jahr 1973, der Premierensieger im Herreneinzel wurde Ton Koster, Premierensiegerin im Dameneinzel Mary de Knoop. Seit der Austragung sind insgesamt 6 Bewerbe (Herren- und Damendoppel (1995), Burschen- und Mädcheneinzel (1997), Aspiranteneinzel (2002) sowie Paradarts (2018)) hinzugekommen, wobei neben dem Herren- und Dameneinzel das Mädchen- und Burscheneinzel relevant für die jeweiligen Weltranglisten sind.
Im Jahr 2002 erlebte das Turnier ein großes Highlight, da nämlich der Brite Shaun Greatbatch bei den in diesem Jahr stattfindenden 30. Dutch Open im Finale des Herreneinzels gegen Steve Coote den ersten live im TV übertragenen 9-Darter spielte, noch vor dem PDC-Rekordweltmeister Phil Taylor. Greatbatch gewann im Anschluss das Finale und damit auch den Bewerb. In diesem Jahr fand das Turnier auch zum ersten Mal im NH Hotel Koningshof in Veldhoven statt, das bis zum Jahr 2013 Austragungsort der Veranstaltung blieb. Seit 2014 wird diese in dem Hotel De Bonte Wever in Assen veranstaltet.
Bis einschließlich 2019 waren die Dutch Open nicht nur für die Weltrangliste der WDF, sondern auch für die der BDO von Bedeutung. Nach Streitigkeiten war dies bei dem Turnier im Jahr 2020 nicht mehr der Fall.
Für das Jahr 2021 musste das Turnier das erste Mal seit seinem Bestehen abgesagt werden. Grund dafür war die Covid-19-Pandemie.

## Teilnehmerzahlen
Die Teilnehmerzahlen bei den Dutch Open Darts sind für ein Dartsturnier außergewöhnlich hoch. Bei der Austragung im Jahr 2020 waren für die Einzelbewerbe 3373 Herren, 356 Damen, 82 Paradartsspieler, 183 Burschen und 31 Mädchen, für die Doppelbewerbe 1635 Herren- und 196 Damendoppel, genannt. Das entspricht einer Gesamtzahl von 5856 Nennungen, eine weniger als im Jahr davor. Mit dieser großen Anzahl an Spielern sind die Dutch Open Darts das teilnehmerstärkste Dartsturnier der Welt.

## Ergebnisse

### Herren
| Jahr | Austragungsort                       | Sieger                | Ergebnis | Finalist          |
| ---- | ------------------------------------ | --------------------- | -------- | ----------------- |
| 1973 | ???                                  | Ton Koster            | ?:?      | Geoff Kirkman     |
| 1974 | ???                                  | Mary de Knoop         | ?:?      | Bill Ratz         |
| 1975 | ???                                  | Terry Henry           | ?:?      | Sonia Durinck     |
| 1976 | ???                                  | Henk van Tuijl        | ?:?      | Arthur Russell    |
| 1977 | ???                                  | Peter Smith           | ?:?      | Jim Clarke        |
| 1978 | ???                                  | Jimmy Cox             | ?:?      | Daniel Serie      |
| 1979 | ???                                  | Daniel Serie          | ?:?      | Jimmy Cox         |
| 1980 | ???                                  | Brian Femby           | ?:?      | Tony Sontag       |
| 1981 | ???                                  | Gordon Watson         | ?:?      | Daniel Serie      |
| 1982 | ???                                  | Jilles Vermaat        | ?:?      | Patrick Bolle     |
| 1983 | ???                                  | Luc Marreel           | ?:?      | Rick Daniels      |
| 1984 | Nederlands Congres Centrum, Den Haag | Frans De Vooght       | 4:2      | Omer Bauwens      |
| 1985 | Hoeksteen, Amsterdam                 | Frans De Vooght       | 5:2      | Willy Logie       |
| 1986 | Nat. Badminton Center, Nieuwegein    | Lee Topper            | 3:1      | Frans De Vooght   |
| 1987 | Nat. Badminton Center, Nieuwegein    | Bob Renard            | 3:2      | Eric Bristow      |
| 1988 | Heem, Hattem                         | Steve Brown           | 3:1      | Bob Renard        |
| 1989 | Flevohof, Harderwijk                 | Alan Warriner         | 3:0      | Eric Clarys       |
| 1990 | Flevohof, Harderwijk                 | Leo Laurens           | 3:0      | Graham Miller     |
| 1991 | Flevohof, Harderwijk                 | Kosta Lavassas        | 3:2      | Jann Hoffmann     |
| 1992 | ???, Noordwijkerhout                 | Leo Laurens           | ?:?      | Paul Hoogenboom   |
| 1993 | ???, Noordwijkerhout                 | Alan Warriner         | 3:0      | Jocky Wilson      |
| 1994 | ???, Noordwijkerhout                 | Richie Burnett        | 3:0      | Alan Brown        |
| 1995 | Apart Hotel, Delden                  | Steve Beaton          | 3:2      | Kevin Painter     |
| 1996 | Apart Hotel, Delden                  | Steve Beaton          | 2:1      | Paul Williams     |
| 1997 | Apart Hotel, Delden                  | Mervyn King           | 3:1      | Andy Fordham      |
| 1998 | Apart Hotel, Delden                  | Alan Warriner-Little  | 3:0      | Peter Evison      |
| 1999 | Apart Hotel, Delden                  | Ted Hankey            | 4:2      | Robbie Widdows    |
| 2000 | De Bonte Wever, Slagharen            | Wayne Mardle          | 4:1      | Mervyn King       |
| 2001 | De Bonte Wever, Slagharen            | Raymond van Barneveld | 4:0      | Andree Welge      |
| 2002 | Koningshof, Veldhoven                | Shaun Greatbatch      | 4:2      | Steve Coote       |
| 2003 | Koningshof, Veldhoven                | Ted Hankey            | 3:0      | Roland Scholten   |
| 2004 | Koningshof, Veldhoven                | Raymond van Barneveld | 3:0      | Gary Robson       |
| 2005 | Koningshof, Veldhoven                | Tony Eccles           | 3:0      | John Walton       |
| 2006 | Koningshof, Veldhoven                | Raymond van Barneveld | 3:2      | Gary Anderson     |
| 2007 | Koningshof, Veldhoven                | Scott Waites          | 3:0      | Steve West        |
| 2008 | Koningshof, Veldhoven                | Robert Thornton       | 3:0      | Alain van Bouwel  |
| 2009 | Koningshof, Veldhoven                | Darryl Fitton         | 3:2      | Willy van de Wiel |
| 2010 | Koningshof, Veldhoven                | Martin Adams          | 3:1      | Scott Waites      |
| 2011 | Koningshof, Veldhoven                | Martin Adams          | 3:2      | Dean Winstanley   |
| 2012 | Koningshof, Veldhoven                | Tony O’Shea           | 3:0      | Dave Prins        |
| 2013 | Koningshof, Veldhoven                | Scott Waites          | 3:2      | James Wilson      |
| 2014 | De Bonte Wever, Assen                | Ross Montgomery       | 3:2      | Scott Waites      |
| 2015 | De Bonte Wever, Assen                | Martin Adams          | 3:1      | Darryl Fitton     |
| 2016 | De Bonte Wever, Assen                | Martin Adams          | 3:1      | Danny Noppert     |
| 2017 | De Bonte Wever, Assen                | Mark McGeeney         | 3:1      | Ross Montgomery   |
| 2018 | De Bonte Wever, Assen                | Mark McGeeney         | 3:1      | Glen Durrant      |
| 2019 | De Bonte Wever, Assen                | Richard Veenstra      | 3:2      | Ryan Hogarth      |
| 2020 | De Bonte Wever, Assen                | Ross Montgomery       | 3:1      | Brian Raman       |
| 2021 | De Bonte Wever, Assen                | Abgesagt              | Abgesagt | Abgesagt          |
| 2022 | De Bonte Wever, Assen                | Jelle Klaasen         | 3:0      | Mark Barilli      |
| 2023 | De Bonte Wever, Assen                | Berry van Peer        | 3:1      | Andy Baetens      |
| 2024 | De Bonte Wever, Assen                | Jarno Bottenberg      | 3:2      | Wesley Plaisier   |
| 2025 | De Bonte Wever, Assen                | Jeffrey Sparidaans    | 3:0      | David Fatum       |

### Damen
| Jahr | Austragungsort                       | Sieger                   | Ergebnis | Finalist                 |
| ---- | ------------------------------------ | ------------------------ | -------- | ------------------------ |
| 1973 | ???                                  | Mary de Knoop            | ?:?      | ???                      |
| 1974 | ???                                  | Mary de Knoop            | ?:?      | ???                      |
| 1975 | ???                                  | Sonia Durinck            | ?:?      | ???                      |
| 1976 | ???                                  | Irene Westerhof          | ?:?      | ???                      |
| 1977 | ???                                  | Maria van Dijke          | ?:?      | ???                      |
| 1978 | ???                                  | Irene Sebrechts          | ?:?      | ???                      |
| 1979 | ???                                  | Irma Joosse              | ?:?      | ???                      |
| 1980 | ???                                  | Irma Joosse              | ?:?      | ???                      |
| 1981 | ???                                  | ???                      | ?:?      | ???                      |
| 1982 | ???                                  | Nel van Gorp             | ?:?      | ???                      |
| 1983 | ???                                  | Jeanette Hoogenes        | ?:?      | ???                      |
| 1984 | Nederlands Congres Centrum, Den Haag | Johanna Schipper         | ?:?      | Eelkje Vos               |
| 1985 | Hoeksteen, Amsterdam                 | Josefien Hendriksen      | ?:?      | Patricia van Beek        |
| 1986 | Nat. Badminton Center, Nieuwegein    | Annabelle Long           | ?:?      | Shirley Hall             |
| 1987 | Nat. Badminton Center, Nieuwegein    | Valerie Maytum           | ?:?      | Tricia Wright            |
| 1988 | Heem, Hattem                         | Sharon Colclough         | ?:?      | Lil Coombes              |
| 1989 | Flevohof, Harderwijk                 | Joan Parmbley            | ?:?      | Sylvia Alders            |
| 1990 | Flevohof, Harderwijk                 | Sharon Colclough         | ?:?      | Jane Stubbs              |
| 1991 | Flevohof, Harderwijk                 | Mandy Solomons           | ?:?      | Jane Stubbs              |
| 1992 | ???, Noordwijkerhout                 | Mandy Solomons           | ?:?      | Deta Hedman              |
| 1993 | ???, Noordwijkerhout                 | Mandy Solomons           | ?:?      | Deta Hedman              |
| 1994 | ???, Noordwijkerhout                 | Heike Jenkins            | ?:?      | Valerie Maytum           |
| 1995 | Apart Hotel, Delden                  | Francis Hoenselaar       | ?:?      | Deta Hedman              |
| 1996 | Apart Hotel, Delden                  | Francis Hoenselaar       | 3:2      | Deta Hedman              |
| 1997 | Apart Hotel, Delden                  | Francis Hoenselaar       | 3:0      | Trina Gulliver           |
| 1998 | Apart Hotel, Delden                  | Francis Hoenselaar       | 3:0      | Vicky Pruim              |
| 1999 | Apart Hotel, Delden                  | Trina Gulliver           | 3:2      | Francis Hoenselaar       |
| 2000 | De Bonte Wever, Slagharen            | Francis Hoenselaar       | 3:1      | Trina Gulliver           |
| 2001 | De Bonte Wever, Slagharen            | Vicky Pruim              | 3:0      | Carina Ekberg            |
| 2002 | Koningshof, Veldhoven                | Francis Hoenselaar       | 3:2      | Tricia Wright            |
| 2003 | Koningshof, Veldhoven                | Sandra Pollet            | 3:1      | Francis Hoenselaar       |
| 2004 | Koningshof, Veldhoven                | Francis Hoenselaar       | 3:1      | Trina Gulliver           |
| 2005 | Koningshof, Veldhoven                | Anastassija Dobromyslowa | 3:1      | Clare Bywaters           |
| 2006 | Koningshof, Veldhoven                | Anne Kirk                | 3:2      | Trina Gulliver           |
| 2007 | Koningshof, Veldhoven                | Trina Gulliver           | 5:2      | Clare Bywaters           |
| 2008 | Koningshof, Veldhoven                | Anastassija Dobromyslowa | 5:2      | Carla Molema             |
| 2009 | Koningshof, Veldhoven                | Trina Gulliver           | 5:3      | Julie Gore               |
| 2010 | Koningshof, Veldhoven                | Deta Hedman              | 5:4      | Trina Gulliver           |
| 2011 | Koningshof, Veldhoven                | Trina Gulliver           | 5:2      | Julie Gore               |
| 2012 | Koningshof, Veldhoven                | Julie Gore               | 5:2      | Lorraine Winstanley      |
| 2013 | Koningshof, Veldhoven                | Trina Gulliver           | 5:3      | Lorraine Winstanley      |
| 2014 | De Bonte Wever, Assen                | Aileen de Graaf          | 5:4      | Anastassija Dobromyslowa |
| 2015 | De Bonte Wever, Assen                | Aileen de Graaf          | 5:2      | Deta Hedman              |
| 2016 | De Bonte Wever, Assen                | Lisa Ashton              | 5:4      | Lorraine Winstanley      |
| 2017 | De Bonte Wever, Assen                | Deta Hedman              | 5:4      | Lisa Ashton              |
| 2018 | De Bonte Wever, Assen                | Deta Hedman              | 5:4      | Aileen de Graaf          |
| 2019 | De Bonte Wever, Assen                | Mikuru Suzuki            | 5:2      | Aileen de Graaf          |
| 2020 | De Bonte Wever, Assen                | Aileen de Graaf          | 5:2      | Anca Zijlstra            |
| 2021 | De Bonte Wever, Assen                | Abgesagt                 | Abgesagt | Abgesagt                 |
| 2022 | De Bonte Wever, Assen                | Beau Greaves             | 5:1      | Rhian O’Sullivan         |
| 2023 | De Bonte Wever, Assen                | Aileen de Graaf          | 5:2      | Beau Greaves             |
| 2024 | De Bonte Wever, Assen                | Beau Greaves             | 5:1      | Aileen de Graaf          |
| 2025 | De Bonte Wever, Assen                | Rhian O’Sullivan         | 5:2      | Lerena Rietbergen        |

### Jungen
| Jahr | Sieger                 | Ergebnis | Finalist              |
| ---- | ---------------------- | -------- | --------------------- |
| 2012 | Rowby-John Rodriguez   | 4:0      | Dimitri Van den Bergh |
| 2013 | Quin Wester            | 4:3      | Colin Roelofs         |
| 2014 | Mike van Duivenbode    | 4:1      | Brian Raman           |
| 2015 | Maikel Verberk         | 4:0      | Marvin van Velzen     |
| 2016 | Maikel Verberk         | 4:3      | Justin van Tergouw    |
| 2017 | Ian Spaans             | 4:3      | Ramon Leferink        |
| 2018 | Keanu van Velzen       | 4:2      | Jurjen van der Velde  |
| 2019 | Daan Bastiaansen       | 4:2      | James Beeton          |
| 2020 | Mark Tabak             | 4:1      | Marcel Bus            |
| 2021 | Abgesagt               | Abgesagt | Abgesagt              |
| 2022 | Dylan van Lierop       | 4:0      | Sydnee de Vries       |
| 2023 | Sydnee de Vries        | 4:3      | Mats Theobald         |
| 2024 | Ruben Baalmans         | 4:2      | Cor Beukema           |
| 2025 | Bradley van der Velden | 4:2      | Oden Ollevier         |

### Mädchen
| Jahr | Sieger                | Ergebnis | Finalist              |
| ---- | --------------------- | -------- | --------------------- |
| 2012 | Bauwke Verreydt       | 3:0      | Joyce Schuurman       |
| 2013 | Casey Gallagher       | 3:0      | Fenna Bouwman         |
| 2014 | Michelle Lindhardt    | 3:1      | Sharon Jansen         |
| 2015 | Sofie-Jahn Bendorff   | 3:0      | Cheyenne Reijers      |
| 2016 | Priscilla Steenbergen | 3:0      | Kyana Frauenfelder    |
| 2017 | Cheyenne Doddema      | 3:2      | Layla Brussel         |
| 2018 | Ksenia Klochek        | 3:0      | Lerena Rietbergen     |
| 2019 | Layla Brussel         | 3:1      | Rosanne van der Velde |
| 2020 | Lerena Rietbergen     | 3:1      | Layla Brussel         |
| 2021 | Abgesagt              | Abgesagt | Abgesagt              |
| 2022 | Roos van der Velde    | 3:2      | Marlene Klupsch       |
| 2023 | Sophie McKinlay       | 3:2      | Dorina Sipos          |
| 2024 | Paige Pauling         | 3:0      | Kira Mertens          |
| 2025 | Paige Pauling         | 3:0      | Merve Hummel          |